# 埃爾桑圖阿里奧
6°8′22.21″N 75°15′56.41″W / 6.1395028°N 75.2656694°W
埃爾桑圖阿里奧是哥倫比亞的城鎮，位於該國北部，由安蒂奧基亞省負責管轄，距離首府麥德林57公里，始建於1765年，面積75平方公里，海拔高度2,150米，2002年人口30,692。